# Crucescharellina australis
Crucescharellina australis är en mossdjursart som beskrevs av Bock och Cook 2004. Crucescharellina australis ingår i släktet Crucescharellina och familjen Biporidae. Inga underarter finns listade i Catalogue of Life.